# Tripergole

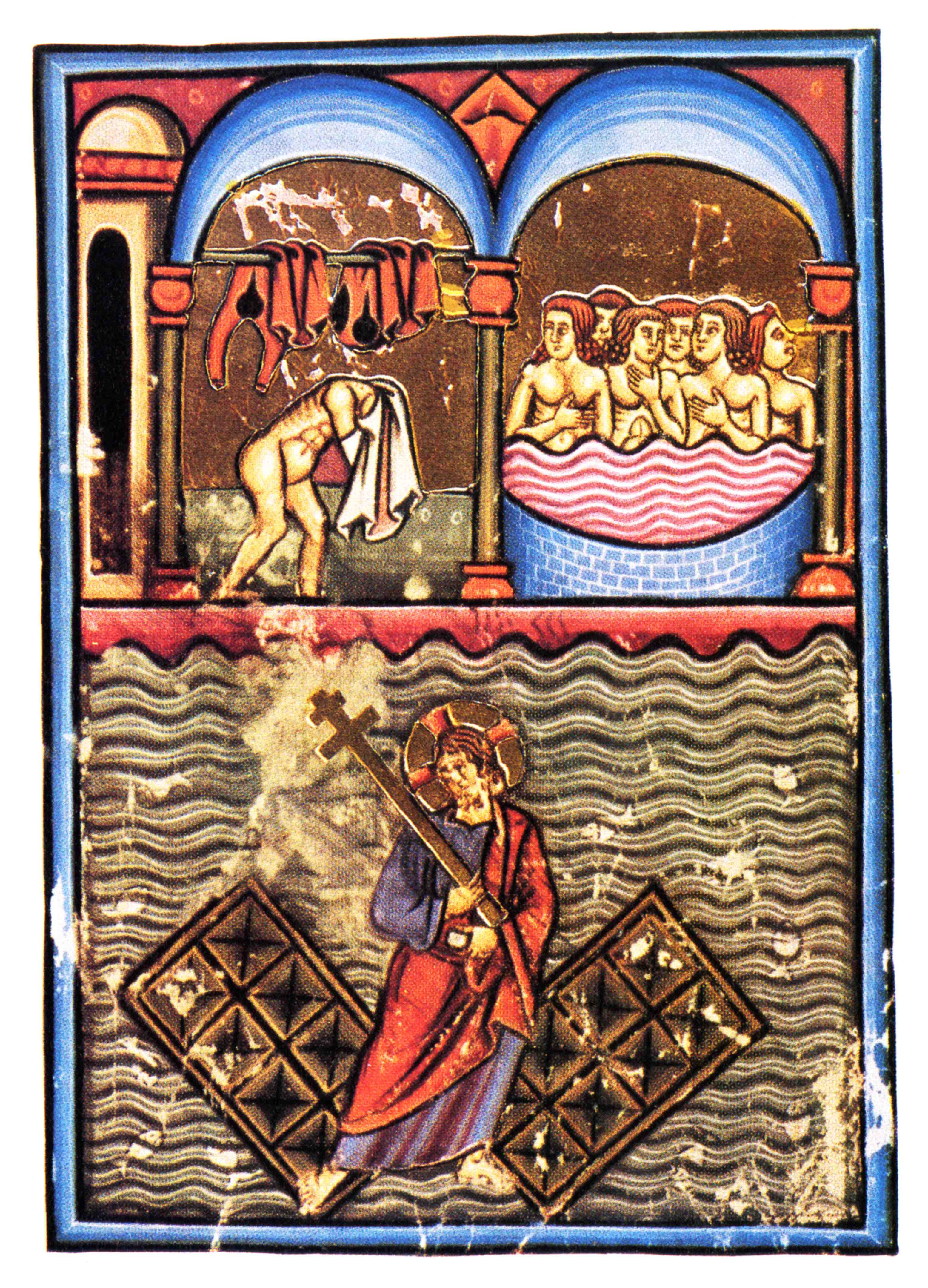
Badhuis in Tripergole (boven); Christus daalt onder in de onderwereld, via het nabije Avernus lacus (onder). Miniatuur uit de middeleeuwen

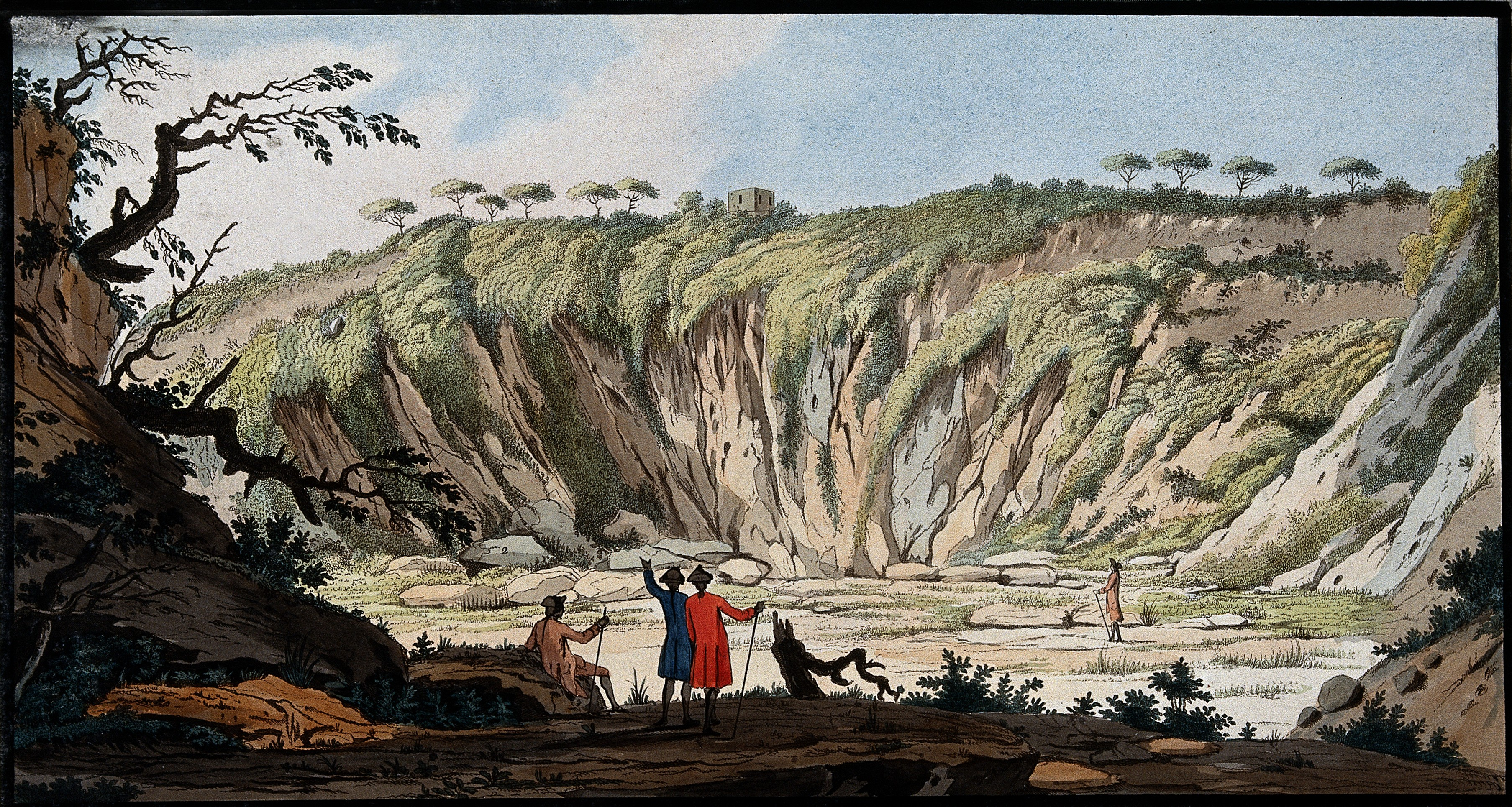
Het kuuroord Tripergole verdwenen in de Monte Nuovo

Tripergole was een dorp nabij Pozzuoli, in de Italiaanse metropolitane stad Napels. Tripergole was een kuuroord, en dit sinds de Romeinse Tijd. Het ging ten onder door de vulkaanuitbarsting van de Monte Nuovo (of Nieuwe Berg) in de nacht van 29 op 30 september 1538. 

## Naam
De naam Tripergole of Driekamers heeft twee verklaringen. De eerste verklaring heeft het over de drie kamers van de thermen of badhuis voor de Romeinen die in Tripergole woonden: het frigidarium of koude bad; het tepidarium of lauwe bad; het caldarium of warme bad. Een tweede verklaring is dat er in de Middeleeuwen drie herbergen waren, waar de talrijke bezoekers voor de warme bronnen konden uitrusten.

## Historiek

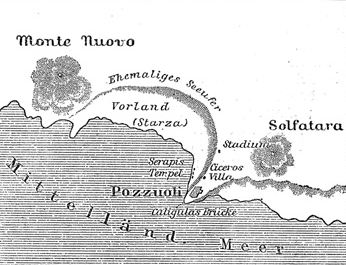
Relatie tussen Pozzuoli, Cicero's villa en de Monte Nuovo. De nieuwe kustlijn lag dieper in zee na 1538.

### Kuuroord
Tripergole bestond reeds in de Romeinse oudheid. De Romeinen kwamen er voor de warmwaterbronnen en bouwden de thermen. Volgens de traditie zou de villa van Cicero hier ook gestaan hebben. Tripergole lag op de heirbaan tussen Pozzuoli (Latijn: Puteoli) en Baia (Latijn: Baiae) aan het westelijke eind van de Golf van Napels. Bovendien kon je vanuit Tripergole via de Toianovallei en de Via Consolare Campana rechtstreeks de heirbaan naar Capua bereiken.
In de loop van de Middeleeuwen kende het kuuroord Tripergole haar bloeitijd. Veelal gegoede zieken kwamen baden in de warme en zwavelhoudende bronnen. Zij combineerden dit met verkoeling op de oevers van het nabije Avernus lacus. De expansie begon tijdens het bestuur van het Huis Anjou. Karel II van Napels liet er een jachthuis of kasteeltje bouwen, wat de aantrekking skrachtvan Tripergole in de ogen van het Hof van Anjou vermeerderde. Daarnaast verrezen er drie herbergen, huizen en winkels. Ook een kruidenzaak of apotheek, genoemd de Speziàra, opende de deuren. Karel II oordeelde dat de toeloop van reizigers die kwamen kuren, te groot werd. Hij beval de bouw van een gasthuis en kerk binnen de muren van zijn domein. Het gasthuis werd uitgebaat door de Ospedale Maggiore di Santo Spirito in Saxia uit Rome. De uitbaters waren de Hospitaalridders. Eenmaal afgewerkt telde het ziekenhuis 120 bedden. 
Robert de Wijze, zijn kleinzoon en opvolger, liet vanuit Napels delen van de weg naar Tripergole plaveien. Het gaat om stukken weg in de Napolitaanse crypte, in de wijken Posillipo, Fuorigrotta en Pozzuoli. Hierdoor was het voor de hovelingen van Anjou maar ook voor arme mensen mogelijk om sneller in het kuuroord Tripergole te geraken. Ook na het bestuur van Anjou stimuleerde het Hof van Aragon de behandelingen met kuurbaden in Tripergole. Er verrees een tweede kerk.

### Vulkaan Monte Nuovo
Reeds in de beginjaren 1530 beefde de grond van Tripergole, met een zware aardbeving in 1534. De frequentie van aardbevingen nam toe over de jaren met een climax in september 1538. De Monte Nuovo of Nieuwe Berg werd vulkanisch actief. Toen in de nacht van 28 op 29 september 1538 twintig krachtige aardbevingen een kraterinstorting veroorzaakten, verdween het dorp in de krater. Gelukkig was Tripergole tijdig ontruimd. Er waren daarom geen slachtoffers te betreuren. Gelijktijdig tilde de kustlijn zich een tiental meter in de hoogte zodat het strand honderden meters verwijderd lag. Op 29 september spoten krochten van de nieuwe kustlijn puin samen met vuur en witte en zwarte rookpluimen. In de dagen nadien stortte de krater verder in en op 2 oktober stopten de trillingen van de actieve vulkaan.
Na de uitbarsting bleef van Tripergole niets over. De thermale bronnen waren verdwenen. De stad Pozzuoli bouwde een nieuw gasthuis en herstelde haar kathedraal die schade had geleden door de aardbevingen. 
In 1668 liet vicekoning Peter Anton van Aragon graafwerken uitvoeren om de oude warmwaterbronnen terug te vinden. Wetenschappers rapporteerden aan de vicekoning dat zij op de zuidelijke helling van de Monte Nuovo enkele bronnen gevonden hadden. Doch zij konden niet zeggen of dit de bronnen van het antieke Tripergole waren. Van een nieuwe exploitatie als kuuroord kwam verder niets in huis.